# Papp Ferenc (geológus)
Papp Ferenc (Budapest, 1901. július 31. – Budapest, 1969. január 8.) geológus, hidrogeológus, egyetemi tanár.

## Életrajza
Felsőfokú tanulmányait a budapesti Pázmány Péter Tudományegyetemen végezte, ahol 1924-ben természetrajz-földrajz szakos tanári, 1925-ben bölcsészdoktori oklevelet szerzett. 1924-től haláláig a Budapesti Műszaki Egyetem ásvány- és földtani tanszékén dolgozott, először mint tanársegéd Schafarzik Ferenc mellett, 1928-tól adjunktus, 1935-től magántanár, 1943-tól intézeti tanár, 1953-tól egyetemi tanár, 1960-tól pedig már mint tanszékvezető.
Pályáját kőzet- és ásványtani vizsgálatokkal kezdte. Ásványtani kutatásaival jelentősen hozzájárult a hazai föld megismeréséhez. Később figyelme a hidrogeológia felé terelődött, és főként Budapest gyógy- és ásványvizeivel, valamint a karsztvizekkel foglalkozott. A források vizsgálatára tanszékén belül forráskutató osztályt hozott létre. A jósvafői Vass Imre-barlang mellett 1957-ben a karsztfolyamatok és kölcsönhatásainak vizsgálatára kutatóállomást létesített. A mérnökgeológia tudományának térhódítása idején ő volt hazánkban e tudományág első egyetemi tanára. A Magyarhoni Földtani Társulat, a Magyar Hidrológiai Társaság, valamint a Magyar Karszt- és Barlangkutató Társulat vezető egyénisége volt. Utóbbi létrehozásában és fennmaradásában fontos szerepe volt. Megalakulásától kezdve 1966-ig társelnöke volt. 1968-ban tiszteleti taggá választották. A Földtani Társulat keretén belül ő alapította a mérnökgeológiai és építésföldtani szakosztályt. Szerkesztette a Földtani Közlönyt, és 1937-ben újraindította a Földtani Értesítőt.

## Munkái
- Budapest meleg gyógyforrásai. Budapest, 1942.
- Termésköveink előfordulása és hasznosítása. Mérnöki Továbbképző Intézet, Budapest, 1942.
- Kőzettan. Budapest, 1947.
- Magyarország ásvány és gyógyvizei. Budapest, 1957.
- Geológia. (Kertész Pállal). Budapest, 1966.
- Műszaki Kőzettan. Budapest, 1966.

## Emlékezete

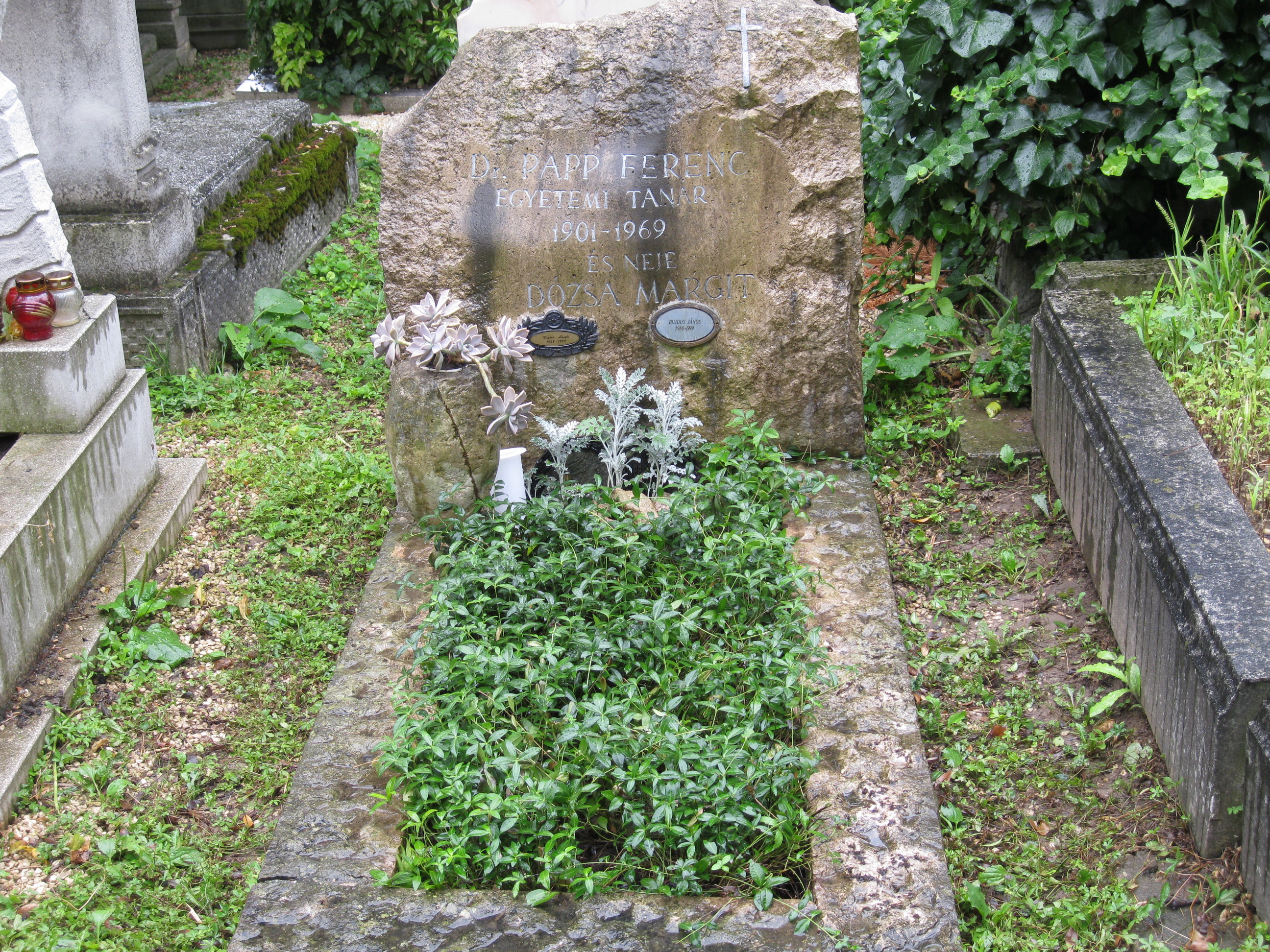
Sírja a Farkasréti temetőben, a 6/6-os parcellában.

- A Gellért gyógyfürdőben mellszobrot állítottak tiszteletére.
- Róla nevezték el a Jósvafőn általa létrehozott karsztkutató állomást, ahol egy nevét megörökítő emléktáblát is elhelyeztek.
- Tiszteletére egy barlangot neveztek el róla a Pilisben (Papp Ferenc-barlang).
- Halálának 25. évfordulója (valamint a Vass Imre-barlang és a Szabadság-barlang felfedezésének 40. évfordulója) alkalmából 1994. október 6-9-én konferenciát rendeztek Karsztfolyamatok kölcsönhatásainak kutatási eredményei címmel.

## Külső hivatkozás
- Magyar életrajzi lexikon